# Ana Tostões
Ana Cristina Santos Tostões, kurz Ana Tostões (* 3. April 1959 in Lissabon, Portugal) ist eine portugiesische Architektin, Architekturkritikerin und -historikerin. Sie lehrt Architektur an der Universität Lissabon.

## Leben

### Akademische Karriere
Ana Tostões wurde am 3. April 1959 in Lissabon geboren. Nach ihrer Schulausbildung studierte sie bis 1982 Architektur an der Escola Superior de Belas-Artes de Lisboa (licenciatura), dem schloss sie bis 1994 einen Master-Abschluss in Kunstgeschichte an der Universidade Nova de Lisboa an. Ihre Master-Arbeit hatte den Titel Os Verdes Anos na Arquitectura Portuguesa dos Anos 50 (Die Grünen Jahre der portugiesischen Architektur in den 1950er Jahren). 2003 promovierte sie sich im Bereich Kultur und Technologie der modernen Architektur am Instituto Superior Técnico der Universität Lissabon.
Tostões gastierte an zahlreichen Universitäten, unter anderem an der EPFL in Lausanne, der ETH Zürich, der University of Texas at Austin School of Architecture, der Rice School of Architecture in Houston, der ETSAB in Barcelona und der FAU Navarra in Pamplona. Inzwischen arbeitet sie als Vollprofessorin an der Universität Lissabon, und begleitet dort unter anderem das Promotionsprogramm im Fachbereich Architektur.
Tostões war unter anderem stellvertretende Vorsitzen des portugiesischen Architektenverbandes (Ordem dos Arquitectos) und des portugiesischen Verbandes der International Association of Art Critics. Inzwischen leitet sie den internationalen Verband docomomo. 2006 erhielt sie den Orden des Infanten Dom Henrique im Range einer Komturin für ihre Leistung um die portugiesische Architektur.

### Forschungsschwerpunkte
Ana Tostões beschäftigt sich vor allem mit der Theorie und Geschichte der Architektur im 20. Jahrhundert mit einem Schwerpunkt auf Portugal und dessen architektonische Beziehungen zu anderen Kontinenten. Sie veröffentlichte zahlreiche Fachbücher zu ihrem Forschungsschwerpunkt.
Sie leitete unter anderem das Forschungsprojekt „Exchanging World Visions“, in dem sie zusammen mit Studierenden die Spuren des Modernismus in Sub-Sahara-Afrika erkundete. Für das Forschungsprojekt erhielt sie den Gulbenkian-Preis 2014.

## Werke (Auswahl)
Eine ausführliche Liste der Veröffentlichungen von Ana Tostões ist unter  verfügbar.
- Portugal: Architektur im 20. Jahrhundert (Deutsche Architektur Museum, Frankfurt, 1997)
- Keil do Amaral, o arquitecto e o humanista (1999)
- Arquitectura Moderna Portuguesa 1920–1970, um património para conhecer e salvaguardar (Porto, Lissabon, Évora, Coimbra, 2001–2004);
- Arquitectura e Cidadania. Atelier Nuno Teotónio Pereira (2004);
- Biblioteca Nacional.Exterior/Interior (2004);
- Gulbenkian Headquarters and Museum, The architecture of the 60s (2006);
- Lisboa 1758: The Baixa Plan Today (2008).
- Mediterranean Cities, Coup de Dés (2012)
- The Buildings. Calouste Gulbenkian Foundation (2012)
- Modern Architecture in Africa: Angola and Mozambique (2014)
- Restauro e Renovação do Grande Auditório (2014)
- Idade Maior. Cultura e tecnologia na Arquitectura Moderna Portuguesa (2015)
- The Shape of the City (2016)
- The Mediterranean Question (2016)
- Modern Heritage. Reuse. Renovation. Restoration. (Birkhäuser Verlag, Basel / Berlin / Boston 2022)